# Lissochelifer mortensenii
Espèce
Synonymes
- Chelifer mortensenii With, 1906

Lissochelifer mortensenii est une espèce de pseudoscorpions de la famille des Cheliferidae.

## Distribution
Cette espèce est endémique de Thaïlande.

## Publication originale
- With, 1906 : The Danish expedition to Siam 1899-1900. III. Chelonethi. An account of the Indian false-scorpions together with studies on the anatomy and classification of the order. Oversigt over det Konigelige Danske Videnskabernes Selskabs Forhandlinger, sér. 7, vol. 3, p. 1-214.